# موچیان والامهره
موچیان والامهره (به انگلیسی: Mochianwala Mohra) یک شهر در پاکستان است که در اسلام‌آباد واقع شده‌است. موچیان والامهره ۵۲۲ متر بالاتر از سطح دریا واقع شده‌است.